# Treglwang
Treglwang war bis Ende 2014 eine Gemeinde mit 366 Einwohnern (Stand: 31. Oktober 2013) im Gerichtsbezirk bzw. Bezirk Liezen in der Steiermark. Seit 2015 ist sie im Rahmen der steiermärkischen Gemeindestrukturreform mit der Marktgemeinde Gaishorn am See zusammengeschlossen, die neue Gemeinde führt den Namen „Gaishorn am See“ weiter.

## Geografie
Treglwang liegt im Paltental im Bezirk Liezen im österreichischen Bundesland Steiermark und ist das „Tor zum Paltental“.

### Gliederung
Das Gemeindegebiet umfasste folgende zwei Ortschaften und gleichnamige Katastralgemeinden (Einwohner Stand 31. Oktober 2011):
- Furth (25)
- Treglwang (342)

## Geschichte
Die erste urkundliche Erwähnung von Furth als Vurt erfolgte im Jahr 1171, von Treglwang als Traglbanch im Jahr 1265. Die Aufhebung der Grundherrschaften erfolgte 1848. Die Ortsgemeinde als autonome Körperschaft entstand 1850. Nach der Annexion Österreichs 1938 kam die Gemeinde zum Reichsgau Steiermark, 1945 bis 1955 war sie Teil der britischen Besatzungszone in Österreich.

## Wappen
Das Wappen stammt aus dem Jahr 1965:
„In einem vom Silber und Grün schräglinks geteilten Schild gehen farbengewechselt aus der Teilungslinie oben eine Fichte und ein in einem silbernen Brunnentrog fallender Wasserstrahl hervor.“

## Politik
- Letzter Bürgermeister war seit 1985 Johann Grössing.
- Der Gemeinderat setzte sich nach den Wahlen von 2010 wie folgt zusammen: 5 ÖVP, 3 SPÖ, 1 Grüne.
- Die Volksbefragung über den Zusammenschluss der Gemeinde Treglwang mit der Gemeinde Gaishorn ergab bei über 50 % Beteiligung 72 % der Stimmen dagegen.[4]

## Kultur und Sehenswürdigkeiten

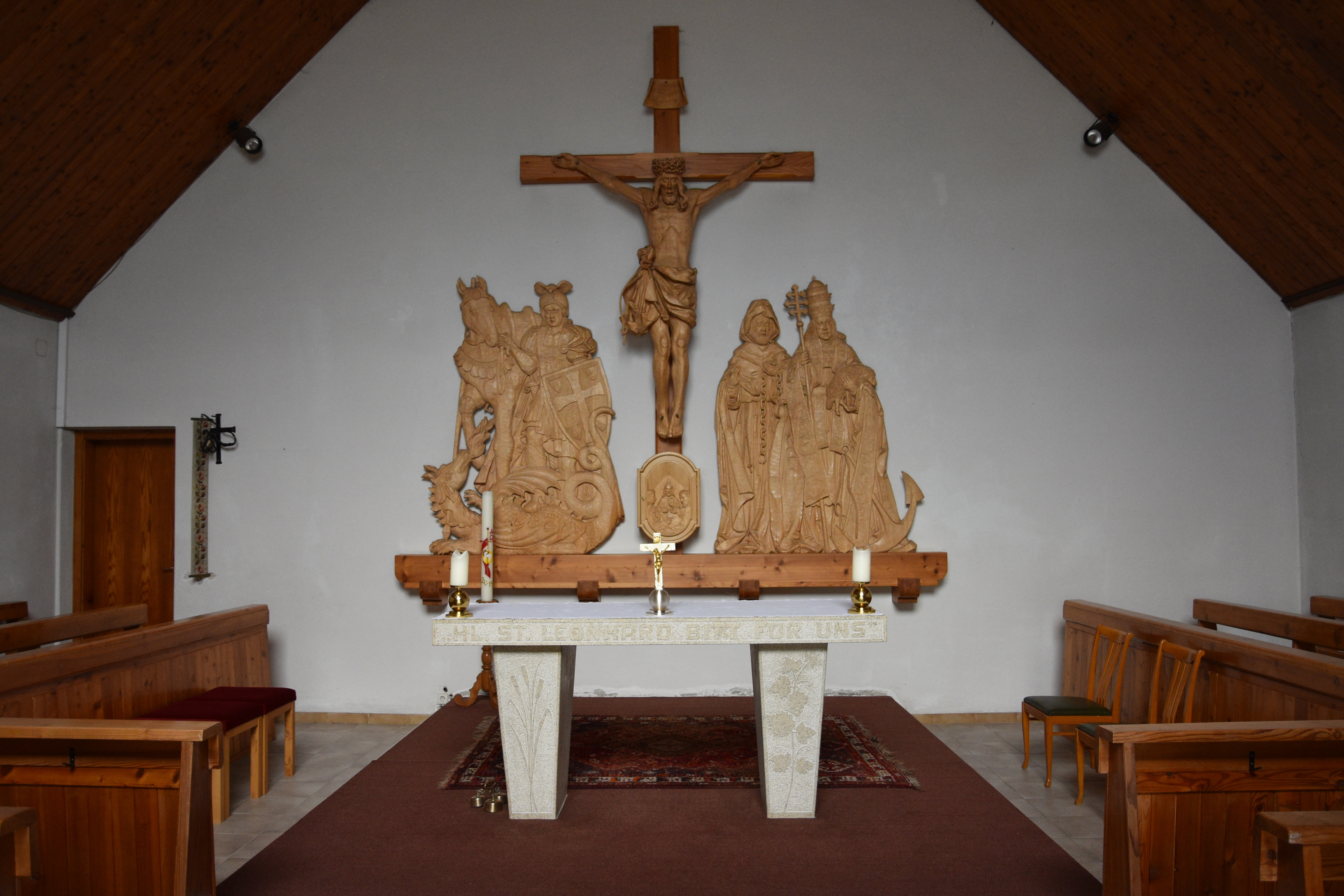
Innenansicht Kapelle Hl. Leonhard, Treglwang

- Schloss Paltenstein im Besitz der Freiherren von Holleuffer
- Kapelle Hl. Leonhard, erbaut 1963
- Pestkapelle
- Amtshaus: renoviert 1982 und 1995
- Haslebnerhaus, ältestes Gebäude von Treglwang mit schönem barocken Turmaufsatz, seit Mitte des 19. Jahrhunderts im Besitz der Familie Krenn und deren Erben, später verkauft, ehemaliges Gasthaus und später Gemeindezentrum
- Wasserfälle und Tobeitschbachklamm
- Schlacken- und Schmelzplätze
- Treglwanger Römerstein (im Steirischen Landesarchiv)

## Verkehr
Treglwang liegt an der Pyhrnautobahn und der Schoberpassstraße. Die Eisenbahnstrecke Selzthal–St. Michael führt ohne existierenden Halt durch den Ort.

## Persönlichkeiten

### Ehrenbürger
- 1990: Josef Krainer (1930–2016), Landeshauptmann

### Söhne und Töchter der Gemeinde
- Dr. Friedrich Niederl (1920–2012), Landeshauptmann
- Dr. Ingomar Weiler (1938–2023), Althistoriker